# Pepi, Luci, Bom y otras chicas del montón
Pepi, Luci, Bom y otras chicas del montón (No Brasil, Pepi, Luci e Bom e em Portugal Pepi, Luci, Bom e Outras Tipas do Grupo) é um filme espanhol de 1980. É o filme de estreia de Pedro Almodóvar como diretor. Ele escreveu o roteiro em 1976, quando trabalhava na Telefónica como empregado administrativo, e o reescreveu quando começou a rodagem. O filme, inspirado pela agressiva ideologia punk representada pela personagem Bom (Alaska (cantora)), trata de três garotas (Pepi, Luci e Bom), que vivem em Madri durante o período inicial da movida madrilenha.

## Sinopse
Pepi (Carmen Maura) é uma jovem que vive sozinha em um apartamento de Madri. Ela se dedica a cultivar Cannabis em sua varanda. Um policial que é seu vizinho (Félix Rotaeta) a descobre. Ele invade a casa de Pepi e, em troca de seu silêncio, Pepi aceita ter relações sexuais com ele. Ela pede que ele faça sexo anal, mas ele ignora o pedido e penetra sua vagina, arruinando o negócio que Pepi planejava: a venda de sua virgindade. A garota, então, busca vingar-se com ajuda de sua amiga Bom e seus amigos punks, que decidem dar uma surra no policial. Mas eles se equivocam e acabam agredindo o irmão gêmeo do policial. Pepi acaba conhecendo Luci (Eva Siva), esposa sadomasoquista do policial, natural de Múrcia. Pepi a convence a tomar aulas de tricô. Numa dessas aulas, Luci conhece Bom. Bom urina em Luci, para deleite desta. Luci deixa o marido para se juntar a Bom, que é uma cantora punk com tendências sádicas. Unidas, Pepi, Luci e Bom passam por diversas situações no cenário underground das noites de Madri. Elas cruzam com personagens como: a garota do interior que quer ser modelo e que todos acham que é prostituta (Kiti Mánver); a atriz que está interpretando a dama das camélias e lhes deixa seu filho (Julieta Serrano); a atriz que faz os anúncios das calcinhas Ponte (Cecilia Roth); Toni, o companheiro de Bom no grupo Bomitoni (Carlos Tristancho) etc. Durante uma apresentação deste grupo, Bom dedica, a Luci, o tema musical do filme, "Murciana Marrana". Na festa que se sucede à apresentação, Bom tem de fazer sexo oral no ganhador do concurso de maior pênis "Ereções Gerais". A vida ociosa e divertida que levam termina quando o marido de Luci a espanca e a faz ingressar no hospital.

## Sobre o filme
O roteiro surgiu originalmente sob o título 'Erecciones Generales', idealizado como uma fotonovela para uma publicação underground e foi adaptado a roteiro cinematográfico por incentivo da atriz Carmen Maura, que participava do mesmo grupo de teatro que Almodóvar, a companhia Los Goliardos. Foi filmado com um orçamento de meio milhão de pesetas, obtidas sobretudo através de empréstimos, durante um período de um ano e meio, com uma equipe de voluntários, trabalhando sobretudo aos fins de semana. Antes de Pepi, Luci, Bom y otras chicas del montón, Almodóvar só tinha realizado gravações em formato 8 milímetros, de pouca notoriedade mesmo nos meios underground, de forma que, sendo gravado em formato 16 mm, este foi seu primeiro filme comercialmente exibido. Almodóvar descreveu o filme como uma história sobre "seres humanos fortes e vulneráveis que se abandonam à paixão, que sofrem o amor e se divertem". Embora continue sendo considerado um filme tecnicamente pobre, assim como o filme seguinte de Almodóvar Laberinto de pasiones, é considerado um documento da movida madrilenha, a cena libertária punk pós-Franco que se desenvolveu principalmente em Madri.

## Elenco
- Carmen Maura .... Pepi
- Félix Rotaeta .... Policial / Irmão Gêmeo do Policial
- Olvido Gara .... Bom
- Eva Siva .... Luci
- Concha Grégori .... Charito, vizinha de luci
- Kiti Manver .... A garota que é Cantora e Modelo e não Puta
- Cecilia Roth .... Atriz do anuncio 'Bragas Ponte'
- Julieta Serrano .... Mulher vestida como Scarlett O'Hara
- Cristina Sánchez Pascual .... Mulher barbada
- José Luis Aguirre .... Marido homossexual da mulher barbada
- Carlos Tristancho
- Eusebio Lázaro
- Fabio McNamara .... Roxy
- Assumpta Serna
- Blanca Sánchez
- Pastora Delgado
- Carlos Lapuente
- Ricardo Franco
- James Contrares
- Ceesepe
- Ángela Fifa
- Diego Álvarez ....Filho da mulher vertida como Scarlett O'Hara
- Pedro Miralles
- Agustín Almodóvar
- Enrique Naya
- Juan Carrero
- Tote Trenas

Maura assumiu o papel protagonista de Pepi e Félix Rotaeta interpretou o policial abusivo. Ambos foram instrumentais na realização do filme. Maura já era uma atriz estabelecida, tendo alcançado o sucesso com o filme Tigres de Papel, de Fernando Colomo. Ela se tornou a atriz de referência da primeira metade da carreira de Almodóvar. Bom é interpretada por Olvido Gara, então uma cantora adolescente punk, que inspirou o personagem que interpreta. Gara continuou a usar o nome artístico de Alaska. Ela alcançou o sucesso como cantora, primeiro com o grupo "Alaska e Dinarama", e depois com o grupo Fangoria.
Muitos atores que aparecem em papéis menores viriam a interpretar papéis mais importantes nos filmes subsequentes de Almodóvar: Kiti Manver (Mulheres à Beira de um Ataque de Nervos) interpreta uma cantora de roque andaluza e temperamental; Julieta Serrano (Entre tinieblas); Cecilia Roth (Tudo sobre Minha Mãe); Fabio MacNamara (Laberinto de pasiones), um cantor e pintor, interpreta um travesti; Cristina Sánchez Pascual (Entre tinieblas) aparece como uma mulher barbada frustrada num casamento com um homossexual, numa paródia de Cat on a Hot Tin Roof, de Tennessee Williams. Assumpta Serna (Matador (filme)) tem um papel cameo sem fala; Almodóvar aparece como o anfitrião do concurso Ereções Gerais.

## Produção
Foi o primeiro longa-metragem de Almodóvar. Anteriormente, ele havia feito apenas curta-metragens em super-8, Salome (um curta-metragem em dezesseis milímetros) e Folle, folle, fólleme, Tim (1978), um longa-metragem em super-8. Nenhum dos filmes tinha trilha sonora.
O embrião do filme foi uma história escrita por Almodóvar intitulada "Ereções Gerais", publicada na revista "A víbora" em 1978. O título era uma paródia das eleições gerais de 1977 na Espanha. A ideia de transformar a história num filme surgiu de sua colaboração com o grupo teatral Los Goliardos. Atuando num pequeno papel na peça "Mãos Sujas", de Jean-Paul Sartre, Almodóvar se encontrou com Carmen Maura e Félix Rotaeta, que o encorajaram a transformar a história num filme. Almodóvar reescreveu a história e alterou seu título para Pepi, Luci, Bom y otras chicas del montón ("Pepi, Luci, Bom e outras garotas do grupo").
O orçamento inicial era de apenas 500 000 pesetas, que Carmen Maura e Félix Rotaeta ajudaram a arrecadar. Nessa época, Almodóvar trabalhava na Telefónica, a companhia nacional de telefone da Espanha, como um empregado administrativo. Portanto, o filme teve de ser rodados aos finais de semana, com um grupo de voluntários. Sem o apoio de um estúdio, Almodóvar teve de fazer muitas filmagens em ambientes reais. A real residência dos pintores gueis Costus (Juan Carrero e Enrique Naya), que aparecem no filme, serviu de locação para a casa onde vão morar Luci e Bom.
A filmagem foi caótica; começou em 1978 e durou um ano e meio. Devido aos problemas financeiros, foi necessário um ano inteiro para produzir apenas cinquenta minutos de filme. Isso era uma duração insuficiente para a distribuição comercial. Foi necessário mais dinheiro. Com apoio de Pepón Coromina, um produtor catalão, foi possível filmar mais trinta minutos, filmados ao longo dos seis meses seguintes em 1980. O filme foi adaptado dos dezesseis milímetros iniciais para o formato de 35 milímetros, de modo a possibilitar seu lançamento nos cinemas. A equipe de produção não tinha experiência e o câmera cortou algumas cabeças, especialmente na cena do concurso Ereções Gerais. A filmagem longa e caótica gerou problemas de continuidade. Quando a filmagem começou, Olvido Gara tinha quinze anos. Quando a filmagem terminou, ela tinha dezessete anos. A primeira cena, quando Pepi vai abrir a porta a um policial, foi filmada em junho de 1979, mas a cena com Pepi falando com o policial só foi filmada em dezembro de 1979, e a cena com os dois se sentando para conversar só foi filmada em junho de 1980.

## Recepção
O filme estreou em 19 de setembro de 1980 no Festival Internacional de Cinema de San Sebastián, na seção dedicada a novos diretores. Posteriormente, percorreu o circuito independente e foi exibido durante quatro anos, tarde da noite, no teatro Alphaville, em Madri.
As críticas na Espanha foram principalmente negativas, questionando a frivolidade e o humor vulgar do filme. Pedro Crespo, no jornal conservador ABC, descreveu o filme como "apenas uma variação da velha tradição da comédia vulgar, adaptada à linguagem contemporânea". Diego Galán, do jornal El País, exaltou o filme, concluindo que "estamos em presença de um estonteante e até agora único trabalho. Almodóvar fez seu primeiro longa-metragem profissional e, ao fazê-lo, minou os mais respeitáveis tabus de nossa tola sociedade". O jornal El Periódico de Catalunya descreveu Almodóvar como "um teimoso defensor dos filmes de baixo padrão".
O filme foi lançado nos Estados Unidos em 1992, somente depois que Almodóvar se tornou famoso. A reação dos críticos estadunidenses foi, de modo geral, hostil. O filme foi criticado por sua inconsistência formal e temática. Janet Maslin, no The New York Times, considerou-o "uma comédia grosseira e sem graça, notável por seu humor negro, sua bem-humorada cena de estupro e sua abismal cinematografia de cinema caseiro." Ela acho "seu humor de um tipo bem adolescente... e reviravoltas na trama que são melhor descritas que vistas". A crítica Rita Kempley, do The Washington Post, o considerou uma "estreia amadora de diretor, uma obscena apresentação sexual secundária, a ser vista preferencialmente com um preservativo sexual sobre o corpo inteiro". 
O filme custou 6 000 000 de pesetas (aproximadamente 36 000 euros) e arrecadou 43 000 000 de pesetas (260 000 euros) no seu lançamento inicial em Madri. Com seus vários elementos kitsch, estilo camp, humor agressivo e sexualidade livre, o filme se tornou emblemático da movida madrilenha. Se tornou cult e rendeu, a seu diretor, a reputação de agente provocador.

## Tema
O tema central do filme - resiliência, independência e solidariedade femininas - seria uma constante na carreira de Almodóvar, embora fosse melhor retratado nos seus posteriores e mais complexos filmes. Assim como os personagens femininos de Mulheres à Beira de um Ataque de Nervos, Tudo sobre Minha Mãe e Volver, Pepi e Bom são autossuficientes, independentes e sua amizade é retratada como sendo mais importante que qualquer envolvimento amoroso ou sexual. Em contraste, os homens ou não existem ou são apresentados de modo antipático, como o policial de Pepi, Luci..., o abusivo marido de Raimunda em Volver ou o amante infiel de Pepa em "Mulheres..." Embora Bom e Luci formem um casal homossexual, sua história é menos importante que sua amizade. Enquanto a amizade entre as duas continua forte, o relacionamento amoroso entre as duas acaba quando Luci retorna ao relacionamento heterossexual abusivo com seu marido.
Duas cenas colocam a proximidade entre Pepi e Bom em primeiro plano. Em contraste com o problemático lar de Luci, Pepi é apresentada cozinhando o prato favorito de Luci: bacalhau ao pil pil. Apropriadamente, o filme encerra com as duas amigas contemplando a perspectiva de um futuro como colegas de quarto, com as duas se apoiando uma à outra. O filme também aborda outros temas frequentes na carreira de Almodóvar: heterodoxia sexual, drogadição e amor pela cultura pop.

## Gênero
Entre os demais filmes de Almodóvar, Pepi, Luci... é o que assume de modo mais explícito o gênero de comédia. Todos os demais (com a possível exceção de Los amantes pasajeros) incorporam elementos de melodrama. Os personagens são mostrados como arquétipos cômicos. Pepi é a inteligente e independente mulher moderna. O policial radical nojento está lá. Bom é mostrada como a adolescente rebelde e perversa e Luci é a dona de casa que sofre abuso.
A apresentação amadora do filme e seu humor cru também o situam à parte do resto da filmografia de Almodóvar. Até mesmo em "Labirinto de Paixões", seu filme seguinte, os elementos cômicos não são apresentados de modo tão explícito. Nesse segundo filme, a estrutura do roteiro e a técnica de filmagem se apresentaram mais desenvolvidas.

## Análise
A origem do filme a partir das histórias em quadrinhos fica evidente em sua estrutura solta, vulgaridade provocativa e intertítulos feitos por um famoso ilustrador espanhol, Ceesepe, então um desconhecido membro da movida madrilenha. O filme foi assolado por problemas técnicos e financeiros; Almodóvar clamou, de forma bem-humorada, que "quando um filme tem um ou dois, é considerado um filme imperfeito, mas, se há uma profusão de falhas técnicas, isso é chamado estilo. Brinquei sobre isso quando estava promovendo o filme, mas isso estava muito próximo da realidade".
Estilisticamente, o filme deve aos primeiros filmes de Paul Morrissey e, sobretudo, a Pink Flamingos, de John Waters. Almodóvar confronta o espectador com situações ultrajantes, incluindo uma cena com chuva dourada lésbica no meio de uma aula de costura.
Os defeitos técnicos e de roteiro do filme são evidentes, especialmente quando comparados com os melhor acabados e complexos filmes posteriores de Almodóvar. Entretanto, o filme capturou o espírito de sua época, a movida madrilenha, apresentando Madri como uma cidade excitante onde tudo é permitido.
O filme é centrado na cultura jovem, mostrando-a como selvagem, frívola, aventureira e livre de tabus. Existe um simbolismo político na postura direitista e machista do policial, que representa a sociedade franquista que desaparece. Ele é apresentado de forma antipática. Pepi e Bom representam a moderna mulher espanhola, a nova e selvagem face de uma Espanha democrática e livre. Luci é a dona de casa espanhola que se autossacrifica, presa entre a velha e a nova Espanha. É a masoquista que anseia pela brutalidade do passado.
Confundindo os limites da identidade sexual, os personagens transexuais aparecem em muitos filmes de Almodóvar. No filme, há uma drag queen chamada Roxy, interpretada por Fabio McNamara, que é a parceira de canto de Almodóvar numa paródia de duo de glam rock. Os elementos cômicos do filme desafiam o bom gosto e são apresentados sem rodeios. Almodóvar não enfatiza a estranheza da relação sexual entre uma dona de casa em seus quarenta anos e uma punk rebelde adolescente, que é apresentada como se fosse algo normal. É, claramente, um filme amador; como obra de estreia, Almodóvar foi aprendendo seu ofício conforme rodava o filme.

## Trilha sonora
O filme abre com a canção Do the swim, interpretada por Little Nell, coprotagonista do filme cult de 1975 The Rocky Horror Picture Show. A canção da contracultura Murciana marrana, escrita por Fabio McNamara, é apresentada com destaque, interpretada por Alaska e os Pegamoides com uma mistura de vulgaridade e absurdo. O filme encerra com a canção latino-americana Estaba escrito, interpretada por Monna Bell, uma cantora chilena.